# Битва за Рабаул (1942)
Битва за Рабаул, також відома як Операція R, — військові дії, що відбувалися на острові Нова Британія в січні і лютому 1942 року в Тихому океані під час Другої світової війни. Це була стратегічна поразка військ Союзників від японської армії. Після захоплення порту Рабаул, японці перетворили його на велику морську базу для подальшого захоплення Нової Гвінеї та Австралії. Військові дії на сусідньому острові Нова Ірландія також розглядаються як частина цієї битви. Рабаул був важливою стратегічною базою через його близькість до японської території Каролінських островів, де була розташована велика японська військово-морська база на островах Чуук.

## Передумови
Невеликий гарнізон Рабаулу складався з 1400 військовослужбовців під командуванням підполковника Джона Скенлона. Цей гарнізон складався з 716 солдатів австралійської армії з 2/22 батальйону, перекинутого сюди в березні 1941 року через побоювання війни з Японською імперією. Сюди також входив персонал з місцевого підрозділу міліції, новогвінейські волонтери, батарея берегової оборони, зенітна батарея, протитанкова батарея і санітарний підрозділ 2/10 Також невелика група із 130-и військовослужбовців була направлена на острів Нова Ірландія.
Головним завданням гарнізону був захист аеродрому Королівських австралійських ВПС (RAAF) Вунаканау поблизу Рабаула, а також бази гідролітаків в гавані Сімпсон, які були важливим елементом для спостереження за переміщеннями японців в даному регіоні. Контингент RAAF під командуванням Джона Лерева не мав наступального потенціалу і складався з 10-ти легко озброєних CAC Wirraway і чотирьох легких бомбардувальників Lockheed Hudson з 24-ї ескадрильї.
Для японців Рабаул був важливим через його близькість до Каролінських островів, де була розташована велика база японського імператорського військово-морського флоту на Труці. Захоплення Нової Британії дозволило б японцям отримати аеродроми та порт з глибоководною гаванню для забезпечення захисту бази на Труці, а також для можливості порушення ліній постачання між США та Австралією. Після захоплення Гуаму генерал-майору Томітаро Хорії було поставлене завдання захопити Кавіенг та Рабаул в рамках «операції R». В бригаду, яка була створена на базі 55 дивізії увійшли: 144-й піхотний полк, три піхотні батальйони, артилерійська батарея, підрозділ постачання боєприпасів, а також декілька взводів з 55-го кавалерійського полку, батальйон з 55-го артилерійського гірського полку та підрозділ з 55 інженерного полку. 14 січня була сформована ударна група, що складалася з двох авіаносців — Кага і Акаґі, семи крейсерів, 14 есмінців і багатьох допоміжних суден під командуванням віцеадмірала Шигейосі Іноуе.

## Битва
Починаючи з 4 січня 1942 року Рабаул постійно піддавався атакам японської палубної авіації. 20 січня більше 100 японських літаків здійснили декілька атак. Вісім літаків Wirraway були знищені на землі, три в повітрі, два здійснили аварійну посадку, інші літаки були пошкоджені. Шість членів екіпажів австралійських ВПС були вбиті і п'ятеро поранені. Один з атакуючих японських бомбардувальників був збитий зенітним вогнем. В результаті японських повітряних атак австралійська берегова артилерія була виведена з ладу, а піхота виведена з Рабаула. Наступного дня літак Catalina виявив японський флот поблизу Кавіенгу і його екіпаж встиг передати повідомлення перш ніж його збили.
Австралійські сухопутні підрозділи зайняли позиції вздовж західного берега затоки Бланч, де вони приготувалися до висадки японців. Залишки ВПС, що складалися з двох літаків Wirraways та одного Hudson були переведені в Лае. Після того як літаки з пораненими відлетіли, австралійці знищили аеродром. Бомбардування Рабаула продовжувалося до 22 січня. Вранці 22 січня японські війська чисельністю приблизно 3000-4000 військових висадилися недалеко від Нової Ірландії та дісталися берегу по воді. Австралійські військові підрозділи були розкидані по всьому острову, тому японці захопили головне місто Кавіенг без опору; після бойових дій навколо аеродрому австралійці відступили до річки Сук. Вночі японський флот підійшов до Рабаула і на світанку 23 січня увійшов в гавань Сімпсон та здійснив висадку на острів Нова Британія близько 5 000 військовослужбовців, головним чином з 144-го піхотного полку, яким командував полковник Масао Кусуносі.
Відбулася серія невеликих сутичок недалеко від пляжів по всій затоці Сімпсом між австралійськими і японськими військами. 3-й батальйон 144-го піхотного полку під командуванням підполковника Кувада Ісіро був затриманий австралійськими підрозділами, але інші батальйони почали рухатися вглиб острова. Протягом декількох годин аеродром Лакунаї був захоплений японськими військами. Австралійські підрозділи розділилися на невеликі групи та почали відступати через джунглі, рухаючись вздовж північного та південного узбережжя. Під час боїв 23 січня австралійці втратили вбитими двох офіцерів і 26 солдатів.
План евакуації мали лише австралійські ВПС. Австралійські солдати знаходилися в джунглях Нової Британії декілька тижнів. Вони були виснажені. Листівки, скинуті з японських літаків закликали австралійських солдатів здаватися. В результаті, більше 1000 австралійських солдатів здалися або потрапили в полон протягом кількох наступних тижнів після висадки японців на південному узбережжі Нової Англії, 9 лютого, яка відрізала австралійцям шляхи відступу.

## Після битви
Деякими офіцерами Новогвінейської адміністрації були організовані неофіційні рятувальні місії до Нової Британії, і в період з березня по травень 1942 року було евакуйовано по морю близько 450 осіб, військовослужбовців і цивільних, до Нової Гвінеї. Японці швидко відремонтували аеродром в Рабаулі, який став їх найбільшою військовою базою в Новій Гвінеї та головним опорним пунктом в даному регіоні. В березні 1942 року австралійці здійснили масштабне бомбардування японської бази в Рабаулі. Невелика кількість австралійських військовослужбовців залишилися на Новій Британії і Новій Ірландії та співпрацюючи з місцевим населенням проводили партизанські операції проти японців, а також надавали інформацію про рух японських сил.
Більше 1000 австралійських солдатів потрапили в полон, з них близько 160 були розстріляні до 4 лютого 1942 року в чотирьох окремих інцидентах. Шестеро осіб вижило після цих розстрілів і пізніше розповіли про те що трапилося на суді.